# Yaka (yaka jezik)
Yaka jezik (ISO 639-3: yaf; iaka, iyaka, kiyaka), nigersko-kongoanski jezik iz Demokratske Republike Kongo (poglavito provincija Bandundu) i Angole, kojim govori oko 900 000, od čega 700 000 DR Kongu, a ostali u Angoli. Pripada skupini centralnih bantu u zoni H, i podskupini yaka (H.30).
Postoje dva dijalekta, yaka i ngoongo.

## Vanjske poveznice
- Ethnologue (14th)
- Ethnologue (15th)